# 毗舍佉達多
毗舍佉達多（Vishakhadatta）是印度梵語詩人兼劇作家。已知文獻顯示毗舍佉達多提供他父親及祖父分別以摩訶羅闍‧巴斯卡拉達塔 （Maharaja Bhaskaradatta）和摩訶羅闍‧瓦泰什瓦拉達塔（Maharaja Vateshvaradatta）之稱在他的政治戲劇《曼陀羅克夏沙》（Mudrārākṣasa）裡，除此之外該劇作家一切生平幾乎無文獻紀載。已知只有兩部劇作《曼陀羅克夏沙》（Mudrārākṣasa）和《德維克漢德拉古普塔姆》（Devichandraguptam）被發現。他的生平時期沒有明確記載， 但他可能在6世紀左右活躍，某些學者推測他可能於4世紀末至5世紀初跟旃陀羅·笈多二世 （Vishakhadatta）活躍在同一朝代。但這一推測受到部分學者質疑，包括莫里茲·溫特尼茲（Moriz Winternitz）及拉梅什·錢德拉·瑪茲穆德（R. C. Majumdar）都對其生平有可疑論點。
目前克雷梵語叢書（Clay Sanskrit Library）有提供英語翻譯版，儘管改名成羅剎之戒（Rákshasa's Ring）出版。